# Weinmannia apurimacensis
Espèce
Statut de conservation UICN

 VU B1+2c : Vulnérable
Weinmannia apurimacensis est une espèce de plantes de la famille des Cunoniaceae.

## Publication originale
- Repertorium Specierum Novarum Regni Vegetabilis 29: 31. 1931.